# Георги Занков (офицер)
 Тази статия е за офицера Георги Занков.  За революционера от ВМРО вижте Георги Занков.  
Георги Николов Занков е български офицер, полковник, командир на 34-ти пехотен троянски полк по време на Втората световна война (1941 – 1945).

## Биография
Георги Занков е роден на 10 декември 1895 година в Търново. През 1916 година завършва Военното училище в София. Служи в 83-ти пехотен полк и 22-ри пехотен тракийски полк. През 1928 г. е назначен за началник на Търновското бюро, а от 1930 г. служи в 18-и пехотен етърски
полк. През 1934 г. е назначен на служба в 5-и пограничен сектор, след което от 1935 г. е командир на 2-ра тежкокартечна дружина, до 1936 г., когато е изпратен на служба в 21-ви пехотен средногорски полк. През 1938 г. е назначен за командир на 2-ра дивизионна картечна дружина, а от 1939 г. е назначен за началник на разузнавателното отделение в щаба на 2-ра армия.

### Втора световна война (1941 – 1945)
През 1940 година е подполковник Занков е назначен за командир на 34-ти пехотен троянски полк, който е част от девета пехотна плевенска дивизия, дислоцирана в Сърбия. На 14 септември 1944 година е уволнен. През 1945 година е осъден на смърт от Народния съд.

## Военни звания
- Подпоручик (5 октомври 1916)
- Поручик (30 май 1918)
- Капитан (30 януари 1923)
- Майор (26 август 1934)
- Подполковник (6 май 1937)
- Полковник (6 май 1941)